# Bocian czarny
Bocian czarny, gwarowo: hajstra (Ciconia nigra) – gatunek dużego ptaka z rodziny bocianowatych. Szeroko rozprzestrzeniony, choć nieczęsty. Lęgnie się na rozproszonych obszarach w Europie (przede wszystkim w Hiszpanii oraz centralnych i wschodnich częściach kontynentu) i Azji, na wschód po Ocean Spokojny. Bociany czarne podejmują długodystansowe migracje. Zimowiska populacji europejskiej ulokowane są w tropikalnych rejonach Afryki Subsaharyjskiej, zaś populacji azjatyckiej na subkontynencie indyjskim. Podczas wędrówek z Europy do Afryki bociany omijają Morze Śródziemne i obierają trasę wiodącą przez kraje Lewantu (na wschodzie) lub Cieśninę Gibraltarską (na zachodzie). Izolowana osiadła populacja zamieszkuje Afrykę Południową. Po raz pierwszy bociana czarnego opisał Karol Linneusz w 10. edycji Systema Naturae. Przeciętna długość ciała tego ptaka wynosi 95–100 cm, rozpiętość skrzydeł natomiast 145–155 cm. Upierzenie w większości czarne z białym spodem ciała, wyróżniają się czerwone nogi i długi, ostro zakończony czerwony dziób.
W przeciwieństwie do blisko spokrewnionych bocianów białych (C. ciconia) bociany czarne są płochliwe i skryte. Przeważnie przebywają pojedynczo lub w parach, zamieszkują głównie mokradła, okolice rzek czy wód śródlądowych. Żywią się płazami, niewielkimi rybami i bezkręgowcami. Gniazda zazwyczaj umiejscowione są na dużych leśnych drzewach, przeważnie zrzucających liście, czasem zaś iglastych. Są widoczne z daleka. Zdarzają się również gniazda umiejscowione na skałach czy pod nawisami skalnymi w przypadku obszarów górskich. Samica składa od 2 do 5 jaj o szarawej skorupce. Obydwa ptaki z pary wysiadują je przez 32–38 dni. Po 60–71 dniach życia młode w pełni się opierzają.
IUCN uznaje bociana czarnego za gatunek najmniejszej troski (LC, Least Concern; stan w 2021), choć jego status nie jest do końca pewny. Mimo szerokiego rozprzestrzenienia bocian czarny nigdzie nie jest liczny, a w części zasięgu jego liczebność zdaje się spadać, m.in. w Chinach, Indiach i niektórych rejonach Europy Zachodniej. Z drugiej zaś strony miejscami liczebność zwiększa się, w tym na Półwyspie Iberyjskim. Podejmowano rozmaite działania mające na celu ochronę gatunku, jak Conservation Action Plan wdrożony przez Wetlands International. Gatunek objęty jest przez listy Porozumienia regionalnego w sprawie ochrony afrykańsko-euroazjatyckich wędrownych ptaków wodnych (AEWA) oraz Konwencji o międzynarodowym handlu dzikimi zwierzętami i roślinami gatunków zagrożonych wyginięciem (CITES).

## Taksonomia
Angielski przyrodnik Francis Willughby napisał o bocianie czarnym w XVII wieku po tym, jak zobaczył jednego we Frankfurcie nad Menem, następnie kolejnego w Strasburgu. Nazwał go Ciconia nigra, od łacińskich słów oznaczających kolejno „bociana czarnego”. Szeroko zaakceptowany pogląd na nowoczesną taksonomię zwierząt ustanowiono w 1758, wraz z opublikowaniem 10. edycji Systema Naturae Karola Linneusza; jednak już w ubiegłym stuleciu przyrodnicy podejmowali próby nazywania gatunków. Po raz pierwszy binominalną nazwę bocianowi czarnemu nadał właśnie Linneusz w 1758; nazwał go Ardea nigra. Do nowego rodzaju Ciconia przeniósł go dwa lata później francuski zoolog Mathurin Jacques Brisson.
Rodzaj Ciconia, do którego przynależy bocian czarny, obejmuje siedem żyjących gatunków, których przedstawicieli wyróżniają proste dzioby i w większości czarno-białe upierzenie. Bociana czarnego uważano długo za najbliżej spokrewnionego z bocianem białym (C. ciconia). Badania Betha Slikasa z 1997, wykorzystujące hybrydyzację DNA-DNA i badanie sekwencji mtDNA cytochromu b, wykazało, że w istocie bocian czarny stanowi klad bazalny rodzaju Ciconia. Na kenijskich wyspach Rusinga i Maboko (Jezioro Wiktorii) odkryto pochodzące z miocenu szczątki bociana, jednakże niemożliwe było rozróżnienie ich przynależności gatunkowej – czy był to bocian biały, czy czarny.
Nie wyróżnia się podgatunków.

## Morfologia

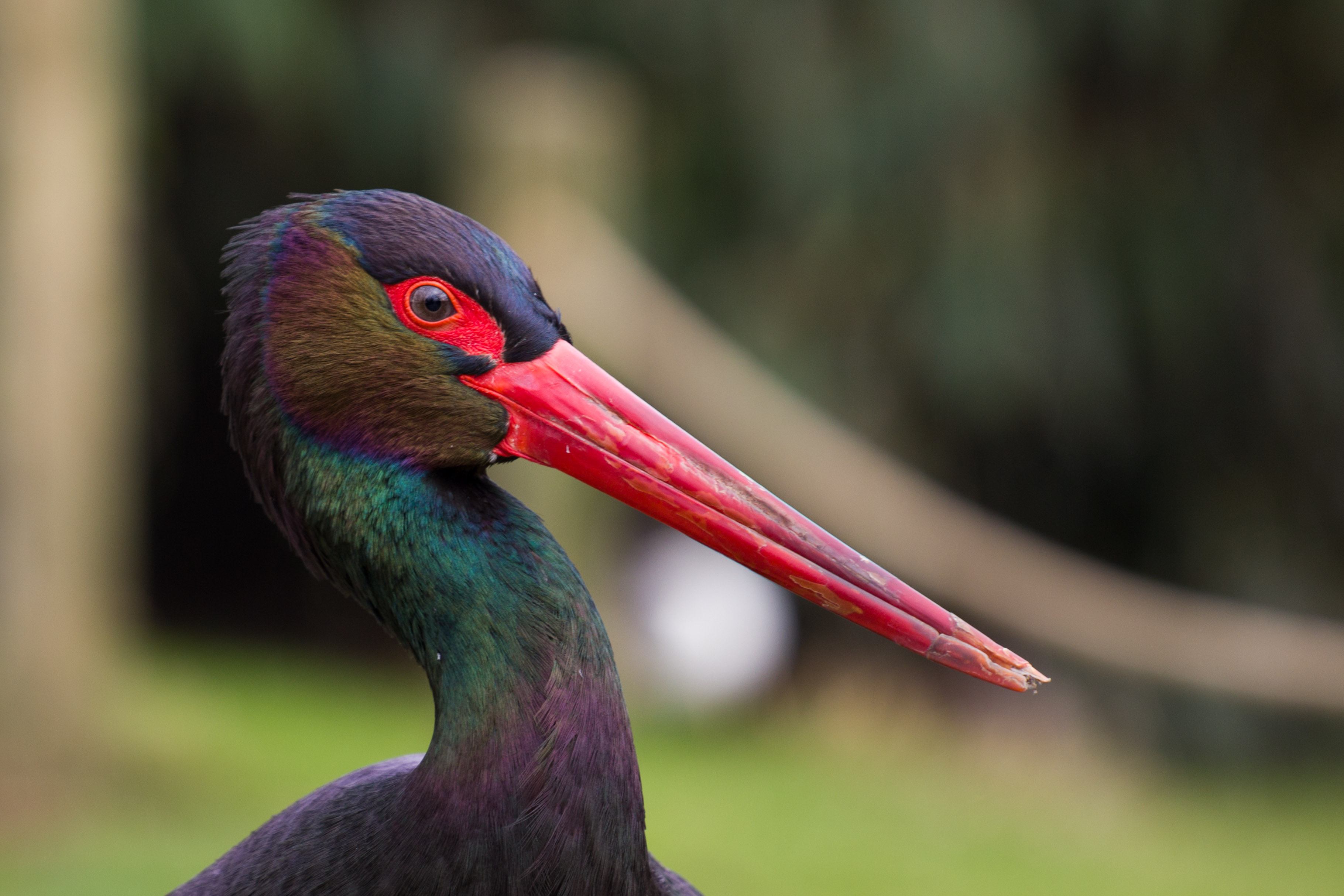
Dorosły osobnik w holenderskim zoo

Bocian czarny jest dużym ptakiem, mierzącym blisko 95–105 cm długości, o rozpiętości skrzydeł 145–155 cm i masie ciała w okolicy 3 kg. Stojąc, ptaki te osiągają wysokość do 102 cm. Wyróżniają się długie czerwone nogi i prosty, ostro zakończony dziób oraz długa szyja. Dziób mierzy 170–178 mm, co odpowiada 75–77% długości całej czaszki (229–232 mm). Nieco podobne są bociany białobrzuche (Ciconia abdimii), które jednak od bocianów czarnych odróżniają znacznie mniejsze rozmiary ciała, w większości zielony dziób, nogi i stopy oraz biały kuper wraz z niższą częścią grzbietu. Upierzenie w większości jest czarne z fioletowo-zieloną opalizacją. Kontrastuje z nim biała niższa część piersi, brzuch, barkówki i pokrywy podogonowe. Sterówki są zabarwione brązowo, jednak – podobnie jak lotki – wykazują purpurowo-zielony połysk. Pióra na piersi są długie i zmierzwione, tworząc kryzę, którą ptak demonstruje podczas zalotów. Tęczówka brązowa. Oko okala naga czerwona skóra. W upierzeniu nie występuje dymorfizm płciowy, aczkolwiek samce są przeciętnie większe od samic. Pierzenie odbywa się wiosną, a nowe pióra wyróżnia jaśniejszy połysk. Bociany czarne mają spokojny, jednostajny chód. W locie w ich sylwetce można dostrzec wyciągniętą szyję, tak jak u innych bocianów. W Europie pierzenie bocianów czarnych trwa od maja do listopada.
Osobniki młodociane przypominają upierzeniem dorosłe, jednak obszary, które u osobników dorosłych mają barwę czarną, są u nich brązowe i mniej połyskliwe. Ich barkówki, skrzydła i górne pokrywy ogonowe odznaczają się jasnymi końcówkami. Nogi, dziób i naga skóra wokół oka są zielonoszare. Mogą zostać pomylone z młodocianymi dławigadami afrykańskimi (Mycteria ibis), które jednak cechują jaśniejsze skrzydła i wierzch ciała, dłuższy dziób i biel pod skrzydłami. Osobnik tego gatunku może zostać pomylony z bocianem białym podczas obserwacji pod słońce.

## Zasięg występowania

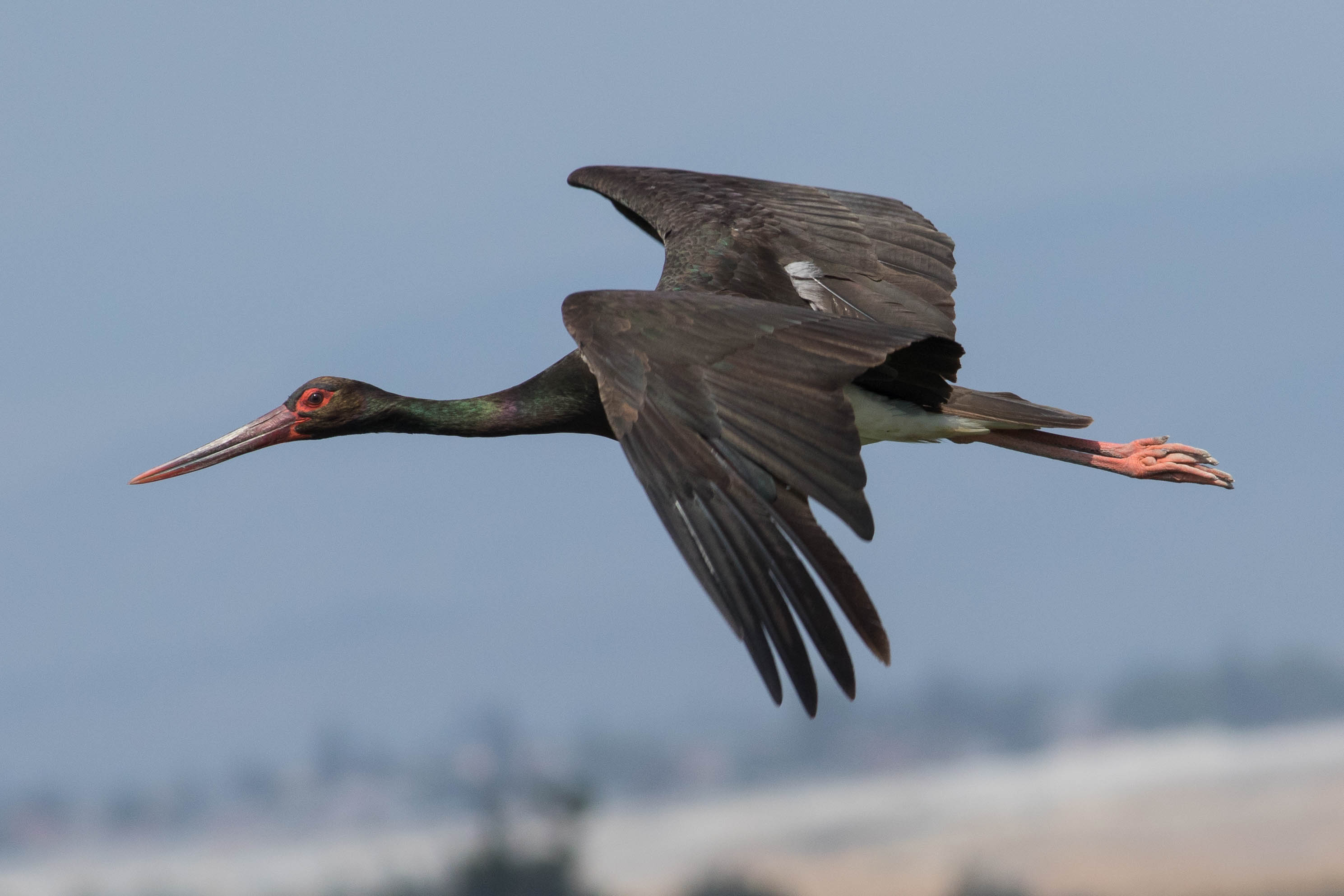
Bocian czarny w locie; Izrael

Bociany czarne gniazdują w Palearktyce między równoleżnikami 60° i 40°N. Są wędrowne. Latem ich zasięg obejmuje obszar od wschodniej Azji (Syberia, północne Chiny) na zachód po Europę Środkową, gdzie na północy sięga po Estonię, a na południu po Polskę, Niemcy (Dolna Saksonia, Bawaria), Czechy, Węgry, Włochy i Grecję. Izolowana populacja gniazduje w południowo-zachodniej części Półwyspu Iberyjskiego – w Estremadurze oraz przyległych prowincjach Hiszpanii i Portugalii. Zimowiska leżą w tropikalnych rejonach Azji i Afryki, lecz niektóre populacje bocianów czarnych są osiadłe lub ulegające tylko rozproszeniu. W południowej Afryce żyje odosobniona populacja. Najliczniej bociany czarne występują tam na wschodzie, we wschodniej części Południowej Afryki i Mozambiku. Zasięg tej populacji obejmuje również Zimbabwe, Suazi, Botswanę i Namibię, gdzie są rzadsze oraz Malawi.
Większość europejskich bocianów czarnych zimuje w Afryce. Te z zachodniej Europy i Niemiec kierują się na południe przez Półwysep Iberyjski, pozostałe zaś przez Turcję i Lewant. Ptaki wędrujące przez Hiszpanię swe zimowiska mają w dorzeczu Falémé – we wschodnim Senegalu, Gwinei, południowej Mauretanii, Wybrzeżu Kości Słoniowej, Sierra Leone, zachodnim i centralnym Mali. Bociany wędrujące przez Synaj zimują w północnej Etiopii, dorzeczu Kotto (dopływ Ubangi) w obrębie Republiki Środkowoafrykańskiej oraz w dorzeczu Mbomou na terenie Czadu i północno-wschodniej Nigerii. Zimowiska ptaków gniazdujących w zachodniej Azji znajdują się w północnych i północno-wschodnich Indiach (głównie od Pendżabu po stan Karnataka) oraz w Afryce. Niekiedy odnotowywane są na Cejlonie. Osobniki lęgnące się we wschodniej Rosji i w Chinach zimują na ogół w południowych Chinach, rzadziej w Hongkongu, Mjanmie, północnej Tajlandii i Laosie. Pierwsze stwierdzenie w Mjanmie miało miejsce w 1998.
Przed nadejściem XX wieku bociany czarne zniknęły z terenu Belgii, do roku 2000 powróciły jednak na tereny Ardenów, Luksemburga i Burgundii. Populacja w Hiszpanii i Portugalii zdawała się rosnąć, w 2006 liczebność w tych krajach oszacowano na 405–483 par. Rzadko bociany czarne zapuszczają się na Wyspy Brytyjskie, gdzie przybywają w cieplejszych miesiącach, szczególnie wiosną, w większości do południowych i wschodnich rejonów wysp. W latach 70. XX w. rozpoczął się wzrost częstotliwości obserwacji, związany z przesuwaniem zasięgu terenów lęgowych na północ. Między 1946 a 1983 sześciokrotnie obserwowano bociany czarne w Szkocji, w tym na Szetlandach, Orkadach, w Highlands i Peebles (Scottish Borders). W zachodniej części zasięgu bociany czarne są nieliczne. Większe zagęszczenie odnotowano we wschodnim Kaukazie Południowym. Obserwowano bociany czarne w kilku miejscach w Iranie, niemniej niewiele wiadomo o ich zwyczajach w tym regionie. Gniazdowanie stwierdzono w okolicach Aliabad w ostanie Fars, Parku Narodowym Khabr oraz w okolicy rzek Karun w ostanie Chuzestan, Qaranqu (ostan Azerbejdżan Wschodni) i Aliabad (ostan Chorasan-e Razawi). W 2005 uznano trend populacji w Iranie za spadkowy, ze względu na osuszanie mokradeł. Na wschód od Uralu zasięg występowania bocianów czarnych jest nieregularny, obejmując zadrzewione i górzyste tereny Syberii, których północną granicę wyznaczają równoleżniki 60–63°N. Na południe od Syberii gniazdują w Sinciang (północno-zachodnie Chiny), dalej od północnej Mongolii po regiony na południe od Ałtaju i od północno-wschodnich Chin po okolice Pekinu. Na Półwyspie Koreańskim pojawiają się nieczęsto, latem; ostatni lęg w tym regionie odbył się w 1966. Nie jest wiadome, czy ptaki obserwowane w północno-wschodniej części półwyspu gniazdowały tam. Podobnie nie wiadomo, czy ptaki pojawiające się latem w Afganistanie tam gniazdują.

## Ekologia i zachowanie
Bociany czarne zamieszkują bardziej zadrzewione obszary niż bociany białe. Gniazdują na dużych mokradłach poprzeplatanych obszarami leśnymi, zarówno z drzewami iglastymi, jak i liściastymi. Wyszczególnić należy olsy i inne podmokłe lasy, między innymi łęgi wierzbowe, topolowe, olszowe i jesionowe oraz łęgi dębowo-wiązowo-jesionowe. Występują również na wzgórzach i terenach górskich z odpowiednimi sieciami strumieni. Zazwyczaj wybierają okolice stawów, rzek, jezior, ujścia rzek i inne słodkowodne tereny podmokłe. W Nizinie Nadkaspijskiej widywano je również na terenach rolniczych, jednak również na nich unikały bliskiego kontaktu z człowiekiem. Zimowiska w Indiach obejmują rezerwuary i rzeki z zakrzewieniami lub zadrzewieniami w okolicy, które zapewniają drzewa służące do nocnego odpoczynku. W południowej Afryce środowiskiem życia bocianów czarnych są płytkie wody rzek, jezior i bagien, ale widywane są okazjonalnie i na suchszych obszarach. W odróżnieniu od wielu innych bocianów czarne gniazdują również na terenach górskich. Lęgi stwierdzano do 2000–2200 m n.p.m. w centralnej Azji (na terenie dawnego ZSRR). Występują również do 1100 m n.p.m. w Polsce, do 2000 m n.p.m. w Lesotho i do 2500 m n.p.m. w zachodnim Sudanie.
Są to ostrożne ptaki unikające kontaktu z ludźmi. Zwykle przebywają samotnie lub w parach, zbierają się w stada liczące do stu osobników w okresie migracji i zimą. Bociany czarne dysponują szerszym repertuarem głosów niż bociany białe. Ich głównym zawołaniem jest chee lee (transkrypcja angielska) brzmiące podobnie do głośnego wdechu. Jako ostrzeżenie lub groźbę stosują syknięcia. Samiec podczas popisów wydaje z siebie długie serie chrapliwych, jęczących dźwięków, których głośność wzrasta i opada; przypominają te, którymi odzywają się ptaki szponiaste. Bociany czarne nieczęsto angażują się w obustronne klekotanie w trakcie spotkania pary ptaków na gnieździe. Dorosłe bociany robią to w czasie zalotów z udziałem obydwu ptaków z pary lub gdy są rozzłoszczone. Młode klekoczą, gdy są pobudzone.
W ciągu wielu interakcji bociany czarne demonstrują określone intencje przez ruszanie głową w górę i w dół. Ustawiając ciało poziomo, szybko podnoszą głowę od opuszczonej pozycji do około 30° względem płaszczyzny poziomej i odwrotnie. Ukazują przy tym białe części upierzenia, powtarzając ruchy kilka razy. Takie zachowanie może służyć jako powitanie czy, bardziej energicznie okazywane, jako groźba. Ze względu na samotniczy tryb życia bocianów czarnych nieczęsto można zaobserwować takie pogróżki.

### Migracje

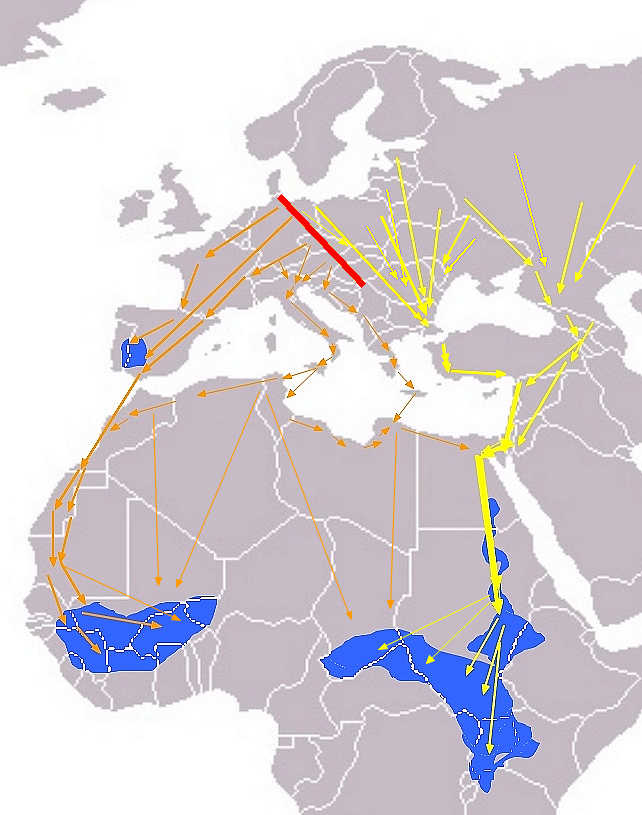
Czerwona linia: Granica między populacjami o danej drodze migracji
Pomarańczowe strzałki: Zachodnie trasy migracji
Żółte strzałki: Wschodnie trasy migracji
Niebieski: Zimowiska

Migracje trwają od sierpnia do września, przy czym ich kulminacja przypada na wrzesień. Niektóre populacje z Półwyspu Iberyjskiego oraz te południowoafrykańskie są osiadłe, jedynie tułają się poza miejscami gniazdowania. Podczas szybowania bociany czarne wykorzystują kominy termiczne, są jednak od nich w mniejszym stopniu zależne niż bociany białe. Jako że kominy termiczne tworzą się wyłącznie nad lądem, bociany czarne, podobnie jak duże szponiaste, muszą przebyć Morze Śródziemne w najwęższym punkcie. Wiele z nich podróżuje przez Bosfor, Synaj i Gibraltar. Przeciętna długość migracji to 5667 km w przypadku drogi zachodniej i 7000 km dla drogi wschodniej. Badania z użyciem telemetrii satelitarnej wykazały, że średnia długość wędrówki, zależnie od trasy, wynosi 37 i 80 dni. Zachodnia trasa prowadzi przez Skałę Gibraltarską lub przez Bahía de Algeciras. Biegnie głównie w kierunku południowo-zachodnim. Ptaki po przekroczeniu Cieśniny Gibraltarskiej docierają do Maroka. Wiele ptaków okrąża Saharę, lecąc wzdłuż wybrzeży. Blisko 10% ptaków z zachodnioeuropejskiej populacji wybiera drogę wiodącą przez Sycylię do Al-Watan al-Kibli (Tunezja). Wędrujące bociany czarne mogą dziennie pokonywać 500 km, co wykazano w eksperymentach z użyciem telemetrii satelitarnej. Nie są jednak w stanie codziennie podejmować tak wyczerpującej wędrówki i po kilku dniach męczącej podróży zatrzymują się na kilka dni, by odpocząć. W locie podczas wędrówki osiągają prędkość do 70 km/h, przeważnie jednak lecą z prędkością 20–40 km/h. Do Polski powracają na lęgowiska na przełomie marca i kwietnia. W przeciwieństwie do bocianów białych czarne nie zbierają się na sejmiki, wskutek czego trudno monitorować ich wędrówki. Odwrotnie niż bociany białe nie zmieniają również zimowisk co roku, przeważnie przylatują w te same miejsca.
W Hiszpanii znajduje się wiele ważnych miejsc dla wędrujących bocianów czarnych: Monfragüe, Park Narodowy Sierra de Gredos, Rezerwat zwierzyny łownej w Cíjara, Rezerwat przyrody Sierra Hornachuelos i Park Narodowy Doñana, gdzie ptaki lecące zachodnią trasą zatrzymują się. W okolicy Doñana zagrożenie dla wędrujących ptaków stanowi użycie pestycydów.

### Pożywienie
Bociany czarne żywią się głównie rybami, w tym niewielkimi karpiowatymi (Cyprinidae), szczupakami Esox, płociami Rutilus, węgorzami (Anguilla), okoniami (Perca), miętusami (Lota lota), ciernikowatymi (Gasterosteidae) i piskorzowatymi: Misgurnus i Cobitis. Zjadają również płazy, niewielkie gady, ssaki i ptaki oraz bezkręgowce, w tym kraby, ślimaki, dżdżownicowate i owady, między innymi wodne chrząszcze i ich larwy. Ryby stanowią 60–80% biomasy ofiar, płazy natomiast 25–30% biomasy. Bezkręgowce mają w niej znikomy udział. Wśród ptaków badanych w Puszczy Kampinoskiej ryby stanowiły ilościowo 43% zdobyczy, wagowo jednak 74% – ilościowo przeważały płazy tworzące 46% diety. Na Polesiu Lubelskim spożyte ryby stanowiły sezonowo od 6 do 36% pokarmu. W Puszczy Białowieskiej ryby przeważały w diecie zarówno wagowo (58%), jak i ilościowo (44%).
Przeważnie bociany czarne żerują w wodzie, okazjonalnie na suchym lądzie. Brodzą powoli i spokojnie w płytkiej wodzie, często samotnie lub, gdy jest dostępna duża ilość pożywienia, w niewielkich grupach. Obserwowano, jak podczas szukania pożywienia zacieniały wodę skrzydłami. W Indiach nierzadko tworzą wielogatunkowe stada z bocianami białoszyimi (Ciconia episcopus), żurawiami stepowymi (Grus virgo) i gęsiami tybetańskimi (Anser indicus). Podążają również za jeleniowatymi czy bydłem, prawdopodobnie celem łowienia małych zwierząt przez nie spłoszonych.

### Pasożyty
Bociany czarne są żywicielami dla przynajmniej 12 helmintów, najczęściej przywr Cathaemasia hians i nicieni Dicheilonema ciconiae. U młodocianych mniejsze jest zróżnicowanie pasożytów, jednak częściej są one ich żywicielami. Z tchawicy zdrowych bocianów czarnych wyizolowano nieznany wcześniej gatunek maczugowca, Corynebacterium ciconiae. Prawdopodobnie stanowi naturalną mikroflorę tych ptaków. W gniazdach tych ptaków znajdywano różnorodne drapieżne żukowce (Mesostigmata). Ich rola jest nieznana, być może zjadają pasożytnicze stawonogi.

## Lęgi

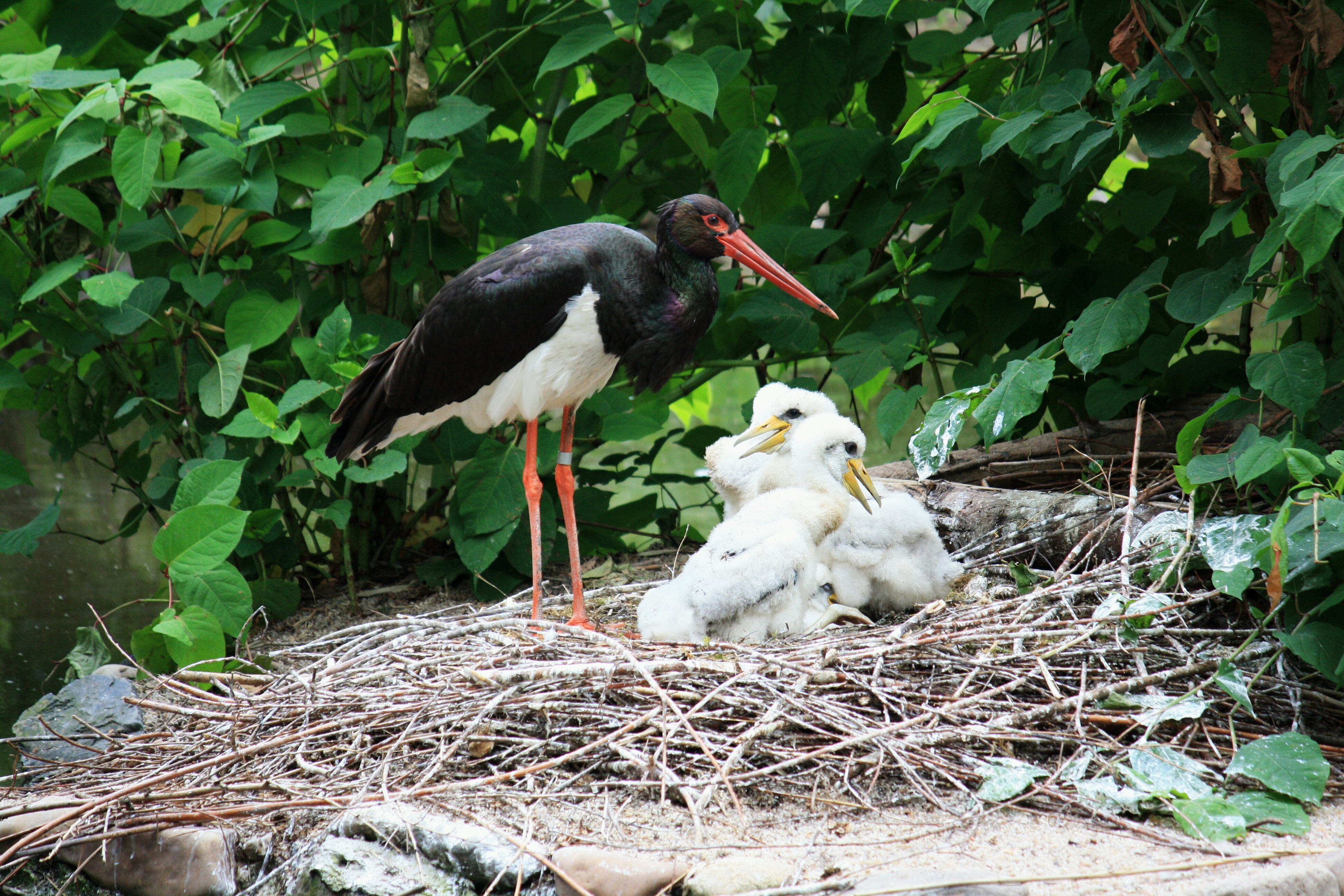
Gniazdo bociana czarnego w praskim ogrodzie zoologicznym

Na półkuli północnej okres lęgowy trwa od kwietnia do maja, przy czym większość zniesień przypada na koniec kwietnia. W południowej Afryce lęgi odbywają się przede wszystkim od czerwca do listopada. W Zimbabwe, Botswanie i północnym RPA zniesienia stwierdzano od maja do sierpnia, z największym nasileniem w czerwcu. Danych z zachodniej i południowej części Południowej Afryki jest mniej, wskazują na okres składania jaj trwający od lipca do września.

### Gniazdo
Duże gniazda utworzone z gałęzi umieszczone są od 4 do 25 m nad ziemią. Mogą osiągać średnicę 1–2 m, jednak świeżo zbudowane są znacznie mniejsze. Bociany czarne preferują jako miejsce na gniazdo drzewa o rozłożystych koronach, umożliwia to położenie gniazda daleko od głównego pnia. Zwykle są to drzewa liściaste. Wybierają tereny, na których człowiek nie będzie ich niepokoił. W badaniu terenowym z 2003 roku prowadzonym w Estonii wykazano, że na jej obszarze bociany czarne najchętniej budują gniazda na dębach szypułkowych (Quercus robur), topolach osikach (Populus tremula) i, nieco rzadziej, sosnach zwyczajnych (Pinus sylvestris). W ogóle nie wykorzystywały świerków pospolitych (Picea abies), po części ze względu na strukturę ich korony. Wybierane przez bociany drzewa miały średnią wysokość 25,6 ± 5,2 m i obwód pierśnicowy 66 ± 20 cm. Co więcej, 90% z tych drzew miało przynajmniej 80 lat, co podkreśla wagę ochrony starych drzewostanów. W Polsce preferowane drzewa są różne w poszczególnych regionach kraju. W województwie łódzkim i w Wielkopolsce przeważały dęby, natomiast w Puszczy Kampinoskiej i Augustowskiej sosny. Prócz dębów i sosen często na gniazdo wybierane są olsze czarne (Alnus glutinosa); na nizinach 15% gniazd ulokowanych zostało na olchach. Do rzadziej wybieranych drzew należą między innymi jodły pospolite (Abies alba), klony zwyczajne (Acer platanoides), buki zwyczajne (Fagus sylvatica), brzozy brodawkowate (Betula pendula) i modrzewie europejskie (Larix europaea). Jodły i buki były preferowane przez bociany czarne gniazdujące w górach. W Polsce większość badanych bocianów jako miejsca na gniazdo wybierała drzewa liczące ponad 100 lat. W 2004 prowadzono badanie terenowe nad bocianami czarnymi w greckim parku narodowym Dadia-Lefkimi-Soufli. Na jego terenie ptaki te najchętniej czyniły użytek z sosen kalabryjskich (P. brutia), które wyróżniają długie boczne konary, sosen czarnych (P. nigra) i, rzadziej, dębów burgundzkich (Q. cerris). Upatrzone przez nie drzewa miały przeciętnie ponad 90 lat. Na Półwyspie Iberyjskim gniazda budują na sosnach i dębach korkowych (Q. suber). Badano również gniazdowanie bocianów czarnych w północnej Białorusi – w obwodzie witebskim (1991–2000) i ogółem na Pojezierzu Białoruskim (2001–2014). W pierwszym miejscu najchętniej na miejsce gniazdowania wybierane były sosny zwyczajne i topole osiki na równi z brzozami (odpowiednio 25% i po 19,4% z 31 gniazd), w drugiej zaś topole osiki i dęby szypułkowe (odpowiednio 51,9% i 25,9% z 27 gniazd).
W terenach górskich ze stromymi zboczami, jak w niektórych rejonach Hiszpanii, RPA i Karpatach m.in. w Gorcach i Beskidach, bociany czarne gniazdują na urwiskach, dużych głazach, jaskiniach czy pod nawisami skalnymi. To samotnicze ptaki, które gniazda budują zwykle nie mniej niż 1 km od siebie, nawet gdy na danym obszarze są liczne. W południowej części Afryki zdarza im się wykorzystywać, niekiedy kilka lat z rzędu, gniazda ptaków innych gatunków, w tym warug (Scopus umbretta) i orłów czarnych (Aquila verreauxi). Do naprawy gniazda służy ziemia i trawa, wyściółkę zaś stanowią liście, mech, trawy, sierść, papier, glina i skrawki materiału.

### Jaja i młode

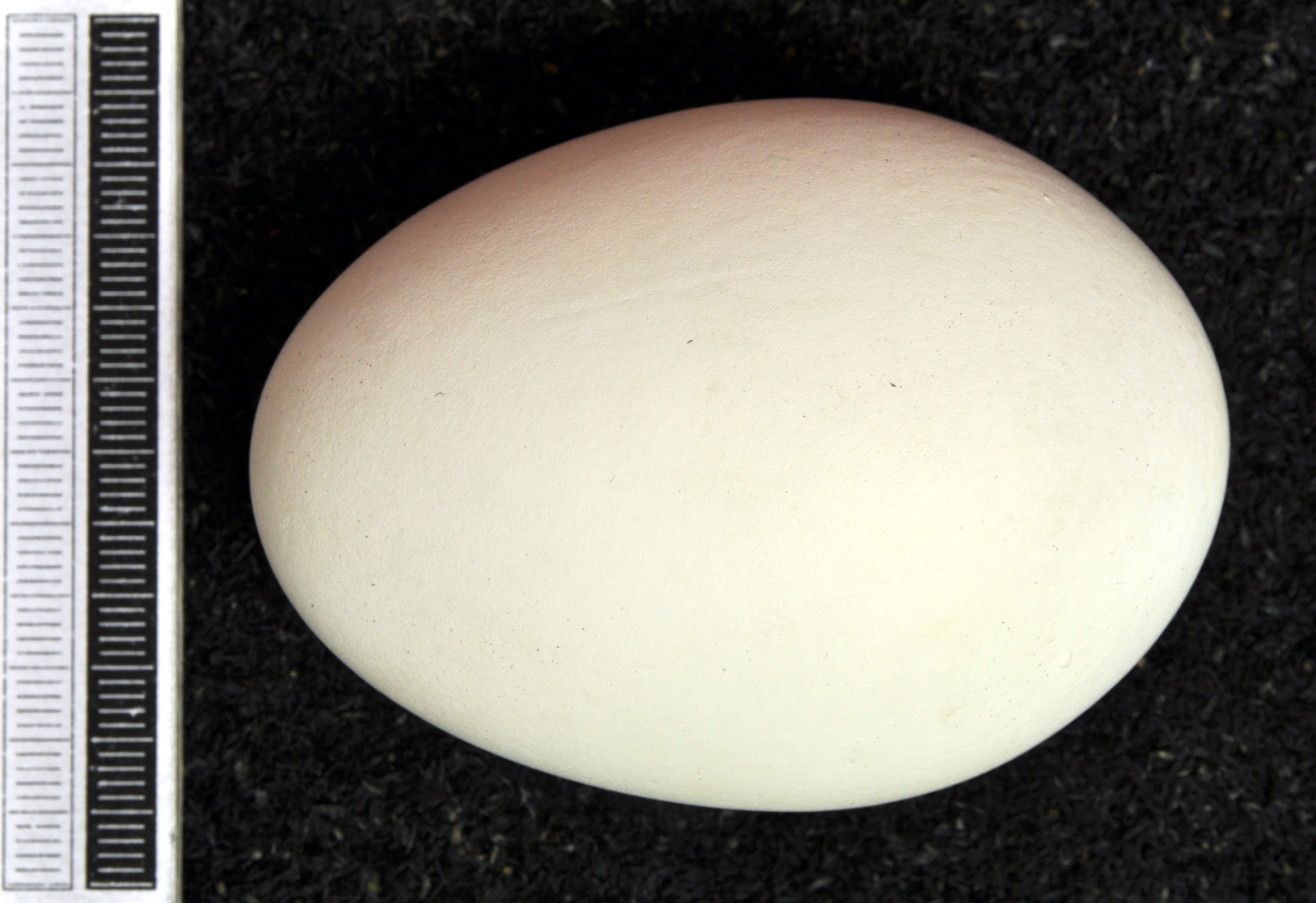
Jajo z kolekcji Museum Wiesbaden

Zniesienie liczy od 2 do 5 jaj, rzadko 6. Ich skorupy mają barwę jasnoszarą, nabierają zabrudzeń podczas wysiadywania. Mierzą 64–70 mm długości i 50–53 mm szerokości. Jaja składane są w odstępach dwudniowych, wskutek czego młode klują się niesynchronicznie. Wysiadywanie trwa 32–38 dni, biorą w nim udział obydwa ptaki z pary. Może rozpocząć się od złożenia pierwszego lub drugiego jaja. Młode są w pełni opierzone po 60–71 dniach życia, później dołączają do dorosłych ptaków na żerowiskach. Przez kolejne dwa tygodnie powracają jeszcze do gniazda, by otrzymać pokarm i odpoczywać nocą. Pisklęta bocianów czarnych aktywnie bronią się, inaczej niż pisklęta bocianów białych. Podczas gdy te drugie zaniepokojone zachowują się pasywnie, młode bociany czarne w obliczu zagrożenia – na przykład ludzi prowadzących nań badania – atakują, syczą, zwracają pokarm i uciekają na skraj gniazda. W północnej Białorusi badane pisklęta otrzymywały głównie płazy (48,6% sztuk zdobyczy stanowiły niezidentyfikowane żaby Rana) i ryby (29,9% ogółem; w całej diecie piskląt 17,8% znoszonych łupów stanowiły piskorze, Misgurnus fossilis).
Przez pierwsze dwa lub trzy tygodnie życia młode są strzeżone przez przynajmniej jednego z rodziców. Obydwoje rodzice karmią pisklęta, zwracając im pokarm do gniazda. Niekiedy bociany czarne mogą zabić jedno z młodych, zazwyczaj to najsłabsze, jeśli wystąpi niedostatek pożywienia. Wówczas zwiększają się szanse na przeżycie silniejszych osobników. Młode bociany czarne nie atakują się wzajemnie. Ze względu na karmienie ich poprzez zwracanie dużych ilości pokarmu naraz do gniazda silniejsze ptaki nie są w stanie pozbawić dostępu do pokarmu słabszego rodzeństwa, przez co zabijanie potomstwa jest efektywnym sposobem redukcji wielkości lęgu. Nieczęsto obserwowano to zachowanie, jednak jego rozpowszechnienie może być niedokładnie poznane ze względu na skryty tryb życia bocianów czarnych. W końcowym okresie rozwoju pisklęta dziennie potrzebują 400–500 g pokarmu. Dojrzałość płciową ptaki tego gatunku uzyskują najwcześniej w trzecim roku życia. Według danych uzyskanych dzięki obrączkowaniu w naturze, bociany czarne mogą żyć przynajmniej 18 lat. W niewoli zaś odnotowywano długość życia do 30 lat.

## Status, zagrożenia i ochrona

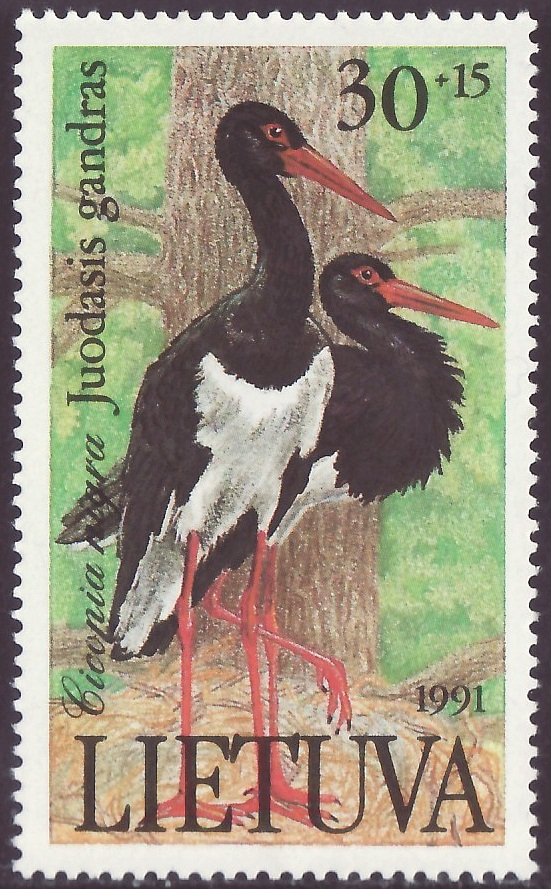
Na litewskim znaczku

Od 1988 bocian czarny jest uznawany przez IUCN za gatunek najmniejszej troski (LC, Least Concern). Ogólny stan populacji jest jednak nieznany (2021), a sam gatunek – choć szeroko rozpowszechniony – nigdzie nie jest pospolity. Środowiska bocianów we wschodniej Europie i Azji były poddawane intensywnym zmianom. Podejmowano różnorodne działania ochronne, w tym Conservation Action Plan Wetlands International, który skupiony był na ochronie siedlisk, w których zimują w Afryce europejskie populacje. Gatunek wciągnięto na listy Porozumienia regionalnego w sprawie ochrony afrykańsko-euroazjatyckich wędrownych ptaków wodnych (AEWA) oraz Konwencji o międzynarodowym handlu dzikimi zwierzętami i roślinami gatunków zagrożonych wyginięciem (CITES).
W Skandynawii gatunek zanikł. W Szwecji występował przynajmniej od 3000 lat p.n.e., znaleziono bowiem szczątki z tego okresu. W XIX wieku jego liczebność zaczęła spadać, w 1953 stwierdzono ostatni lęg bociana czarnego w Szwecji. W latach 90. XX wieku niektórzy szwedzcy badacze wyrazili nadzieję na powrót bocianów do kraju, jednak nadal pojawiały się one jedynie sporadycznie. Najprawdopodobniej za zniknięcie szwedzkiej populacji lęgowej odpowiada kurczenie się odpowiedniego środowiska do gniazdowania, które przylegałoby do mokradeł i strumieni. Spadek odnotowano także w Indiach, gdzie znajdują się główne zimowiska tych ptaków. W Chinach również liczebność bocianów czarnych spadła, w tym w rezerwacie Mai Po Marshes, gdzie zimują. W niektórych krajach południowej Europy i Azji – w tym w Pakistanie, gdzie być może wyeliminowano populację lęgową – zagrożeniem dla bocianów czarnych jest odłów. Polowania przyczyniły się najprawdopodobniej do wytrzebienia bocianów czarnych w dolinie rzeki Ticino w północnych Włoszech. W 2005 w Parco Lombardo del Ticino wypuszczono bociany czarne celem ich przywrócenia w tym obszarze. Wcześniej we Włoszech bocian czarny pod względem gniazdowania był gatunkiem wymarłym, najpewniej od czasów średniowiecza. W 1994 nastąpił naturalnie pierwszy współczesny lęg w tym kraju. Kolejnym, obok przekształcania środowiska i odłowu, zagrożeniem dla bocianów czarnych są kolizje z liniami energetycznymi.
W 2015 BirdLife International przedstawiło stan europejskiej populacji bociana czarnego. Zbadano trendy zarówno krótkoterminowe (2002–2012), jak i długoterminowe (1980–2012); nie dla wszystkich państw dostępne były aktualne szacunki. W perspektywie długoterminowej spadek nastąpił w krajach bałtyckich, Albanii, na Słowacji i w Mołdawii – najsilniejszy w pierwszych i ostatnim z wymienionych państw. Populacja wzrosła jednak w 12 innych krajach, między innymi w Polsce, Czechach, Austrii, Niemczech, Francji, Luksemburgu i Włoszech. W wymienionych krajach populacja przybrała na liczebności najsilniej (pod względem procentowym).
W Polsce bocian czarny podlega ścisłej ochronie gatunkowej, wymaga ochrony czynnej. Dodatkowo obowiązuje zakaz fotografowania, filmowania lub obserwacji, mogących powodować płoszenie lub niepokojenie. Podlega ochronie strefowej – w promieniu do 500 m od gniazda (w okresie od 15 marca do 31 sierpnia, poza tym okresem – 200 m) obowiązuje zakaz prowadzenia gospodarki leśnej i wstępu na cały teren. Na Czerwonej liście ptaków Polski bocian czarny został sklasyfikowany jako gatunek najmniejszej troski (LC). Według szacunków Monitoringu Ptaków Drapieżnych, w latach 2013–2018 krajowa populacja lęgowa liczyła 1200–1900 par. Trend populacji w Polsce oceniany był kolejno jako nieznany (2002–2012), wzrostowy (1980–2012) i stabilny (2007–2015).